# Saison 8 de S.W.A.T.
Chronologie
Saison 7
Cet article présente le guide des épisodes de la huitième saison de la série télévisée américaine S.W.A.T.

## Distribution

### Acteurs principaux
- Shemar Moore (VF : David Krüger) Sergent Daniel « Hondo » Harrelson
- Jay Harrington (VF : Stéphane Pouplard) : Sergent David « Deacon » Kay
- David Lim (VF : Alexandre Nguyen) : Officier Victor Tan
- Patrick St. Esprit (VF : Guy Chapellier) : Commandant Robert Hicks
- Anna Enger Ritch (VF : Youna Noiret) : Officier Zoe Powell
- Niko Pepaj : Officier Miguel Alfaro
- Annie Ilonzeh : Devin Gamble (principal à partir de l'épisode 8)

### Invités
- Rochelle Aytes (VF : Sophie Riffont) : Nichelle Carmichael
- David Rees Snell : Détective John Burrows
- Obba Babatundé : Daniel Harrelson, Sr.
- Brigitte Kali Canales : Officier Alexis Cabrera

## Épisodes

### Épisode 1:Les disparus
- États-Unis : 18 octobre 2024 sur CBS

- États-Unis : 4,05 millions de téléspectateurs[1]

- William Allen Young : Coach Howie Kincaid
- Jeryl Prescott : Judy Kincaid
- Cozy DesRoches : Lucy Ambrose
- Gilles Marini : Gus Dupont
- Heather Mazur : Lydia Samuels
- Kathleen Gati : Zora
- Ashton Elijah : Ty
- Khorri Ellis : Jacques
- Lukas Gilbert : Suspect au sac de sport
- Serene Branson : Présentatrice télé
- Hanna Revah : Banquière

### Épisode 2:Les faux alliés
- États-Unis : 25 octobre 2024 sur CBS

- États-Unis : 3,84 millions de téléspectateurs[2]

- David Fumero : Lieutenant Raul Vignisson
- John Gabriel Rodriquez : Député Cesar Torres
- Johnny M. Wu : Député Brian Lang
- Emerson Brooks : Député Alex Doberstein
- B.J. Mitchell : Mo
- Ken Sorrell : Ash
- Nathan People : Wes
- Gabriella Surodjawan : Emma
- Jaycob Ornelas Maya : Arturo
- David Alarcon : Danny
- Kevin Arnold : Ronnie
- Janell Sexton : Elsa

### Épisode 3:Emprisonnés
- États-Unis : 1er novembre 2024 sur CBS

- États-Unis : 4,55 millions de téléspectateurs[3]

- Michael Landes : Warden David Bennett
- Scott Lawrence : Kyle Johnson
- Vaughn W. Hebron : Jason Johnson
- Vincent Vargas : Benicio « El Rey » Ramirez
- Miles Stroter : Albert
- Jonny Riojas : Diaz
- Coley Campany : Angela
- Steve Lenz : Moses
- Nathaniel Best : Manning
- Scott Menville : Prisonnier agressif
- Will Truong : Prisonnier méchant
- Zach Bartholomay : Gardien de prison Rogers
- Trevor Morgan : Gardien de prison Marks
- Joseph Williams : Prisonnier ND
- Eric Watson : Achilles
- Trenton Rostedt : Prisonnier rednexk

### Épisode 4:La panne
- États-Unis : 8 novembre 2024 sur CBS

- États-Unis : 4,25 millions de téléspectateurs[4]

- Brigitte Kali Canales : Officier Alexis Cabrera
- Jonathan Medina : Maire Castro
- Colin Bates : Ricky Lawson
- Otis Gallop : Sergent Stevens
- Conrad Haynes : Tatum
- Jon Briddell : Hank
- Elizabeth Tobias : Alice
- Al-Teron : Reggie
- Porter Kelly : Sam
- Joe Daru : Kang
- Matthew R. Staley : Travis

### Épisode 5:La vengeance du boucher
- États-Unis : 15 novembre 2024 sur CBS

- États-Unis : 4,13 millions de téléspectateurs[5]

- Emily Alabi : Olivia Navarro
- JB Tadena : Agent du DEA Bryant
- Herbert Morales : Manuel Flores
- Jacob Andrew Figueroa : Legarra
- Joey Anaya : Agent du DEA Rodado
- Daniel Edward Mora : Le limier
- Janelle Marie Rodriguez : Maria
- Alan Silva : A-12 #1

### Épisode 6:Un père à bout de nerfs
- États-Unis : 22 novembre 2024 sur CBS

- États-Unis : 4,62 millions de téléspectateurs[6]

- Tory Trowbridge : Nicole
- Todd Grinnell : Paul Hayes
- Christine Woods : Jenelle Wilson
- Matt Anspach : Thomas
- Christopher Allen : John Clayton
- Gianna Bilby : Gabby
- Trevor James : Adam
- Roy Vongtama : Scott
- Michael Otis : Josh
- Danny Helms : Alex
- Clayton Cannon : Jason
- Avani Hamilton : Taylor
- Charles Carpenter : Mitchell
- Chris Gann : Randy

### Épisode 7:Les raisons de la colère
- États-Unis : 6 décembre 2024 sur CBS

- États-Unis : 4,33 millions de téléspectateurs[7]

- Rima Rajan : Anu Bose
- Nick Creegan : Leon Gamble
- Anirudh Pisharody : Arjun Vahali
- Herve Clermont : York Shafer
- Nayab Hussain : Aalia Bose
- Atul Singh : Jayesh Bose
- Jeevin Singh Neelam : Raj Gupta
- J. Marques Johnson : Ryan, la recrue du SWAT
- Mohit Gautam : Vasu Singh
- Nikhil Pai : le médecin
- Rae Latt : l'administrateur
- Karthik Srinivasan : Tejan
- Tina Gulati : l'adorateur de Sikh
- Eyad Elbitar : Shivan Samtani
- Panuvat Anthony Nanakornpanom : Nilesh

### Épisode 8:Menace sur la ville
- États-Unis : 13 décembre 2024 sur CBS

- États-Unis : 4,37 millions de téléspectateurs[8]

- Rif Hutton : Ernie Gamble
- Dave Davis : Jeremiah Jacobs
- Anthony M. Bertram : Vigile Kerr
- Tony DeMil : Vadim
- Otis Gallop : Sergent Stevens
- Dante Alexander : Townsend
- Ayhan Tongadur : Scarf Face
- Essam Ferris : Oraz
- Kristina Klebe : Lieutenant Randolph
- Michael Hyland : Mike
- Marcus Hanson : Guli
- Chris Rivaro : Sergent Garcia
- Mikael Deckelbaum : Torani

### Épisode 9:L'homme qui valait un million
- États-Unis : 31 janvier 2025 sur CBS

- États-Unis : 3,14 millions de téléspectateurs[9]

- Emerson Brooks : Député Alex Doberstein
- Cedric Joe : Trae Williams
- Marisol Ramirez : Denise Shaw
- Jimel Atkins : Ameer Riles
- Peggy Goss : Colleen Ellis
- Otis Gallop : Sergent Stevens
- Napoleon Highbrou : Ace
- Bluu J King : Ky
- Stephen Sullivan : Benny
- Nico Woulard : le gardien de prison
- Steve Bannos : Martin
- Byron Thomas : Remi
- Matthew Harrington : l'officier du LAPD
- Jonathan Richard King : le garde du corps #5

### Épisode 10: Argent facile
- États-Unis : 7 février 2025 sur CBS

- États-Unis : 3,47 millions de téléspectateurs[10]

- Tory Trowbridge : Nicole
- Meghan Leathers : Martha
- Scotty Tovar : Carlo Cristobal
- Freddy D. Ramsey Jr. : Andre Harrelson
- Otis Gallop : Sergent Stevens
- Tara Alexandra Brown : Glover
- Edgar Salas : Juan
- Anthea Neri Best : la responsable de la tournée
- Genesis Corvo : Lola
- J. Teddy Garces : Dex
- Ralphy Lopez : Ramón
- Marco Reese Maldonado : Santiago
- Bri Collins : Eva
- Kelly Walker : la femme terrifiée
- Gian Shaw : Jacobs
- Karim Phelps : Felix
- Michael T. Brown : Alex
- Jenger Jones : la danseuse #1
- Kayla Henry : la danseuse #2
- Aaliyah Beck : la danseuse #3

### Épisode 11:Alerte enlèvement
- États-Unis : 14 février 2025 sur CBS

- États-Unis : 3,40 millions de téléspectateurs[11]

- Merrin Dungey : Cheffe adjointe Bennett
- Bre Blair : Annie Kay
- Joanne Kelly : Kate Walz
- Max Adler : Michael Boswell
- Joshua Harto : Steven Owens
- Larry Herron : Jerod Whitlock
- Otis Gallop : Sergent Stevens
- Sasha Ginchev : Gracie
- Erika Bowman : Mme Mark
- Bryan Dodds : Denton Pryor

### Épisode 12:L'infiltré
- États-Unis : 21 février 2025 sur CBS

- États-Unis : 3,48 millions de téléspectateurs[12]

- Emerson Brooks : Député Alex Doberstein
- David Garelik : Stefan Morina
- Stelio Savante : Omar Morina
- George Finn : Alex Abazi
- Sagar Sharma : Dren Kodra
- Bourke Floyd : le vigile
- Tiana Webberley : Tasker
- Seth Duhame : Esad
- Michael Lehr : Trinh
- Sammy Horowitz : Hassan Sokoli

### Épisode 13:Le sentier interdit
- États-Unis : 28 février 2025 sur CBS

- États-Unis : 3,67 millions de téléspectateurs[13]

- Spencer Treat Clark : Gary
- Valerie Loo : CC
- Celia Au : Tia
- Freddy D. Ramsey Jr. : Andre Harrelson
- Jamie Kaler : Evan Frost
- Jae Kim : Minh
- Torrey Vogel : Kurt
- Craig Baxley Jr. : Mark
- Thomas Vu : Zhen
- Arnold Chon : Yuan

### Épisode 14:Le Santa Clara
- États-Unis : 7 mars 2025 sur CBS

- États-Unis :  3,2 millions de téléspectateurs[14]

### Épisode 15:David contre Goliath
- États-Unis : 14 mars 2025 sur CBS

- États-Unis : 3,69 millions de téléspectateurs[15]

### Épisode 16:Protection rapprochée
- États-Unis : 4 avril 2025 sur CBS

- États-Unis :  3,16 millions de téléspectateurs

### Épisode 17:Ennemi de l'intérieur
- États-Unis : 11 avril 2025 sur CBS

- États-Unis :  3,53 millions de téléspectateurs

### Épisode 19:Les évadés
- États-Unis : 2 mai 2025 sur CBS

- États-Unis :  2,82 millions de téléspectateurs

### Épisode 20:Il faut sauver le soldat Harrelson
- États-Unis : 9 mai 2025 sur CBS

- États-Unis :  2,83 millions de téléspectateurs

### Épisode 21:Rouler ou mourir
- États-Unis : 16 mai 2025 sur CBS

### Épisode 22:Retour à la base
- États-Unis : 16 mai 2025 sur CBS